# Liste de marques de guitares basses
Cette liste est une liste non exhaustive des fabricants de guitares basses.
- Alba
- Alembic
- Alquier
- Alusonic
- Ambush
- Ampeg
- Aquilina France
- Aria
- Atelier Z
- B.C. Rich Guitars
- Bass Collection
- Bee & Billy
- Blade
- Blasius
- Burns
- Carvin
- celinder
- Chillbass
- Conklin
- Cort
- Cosme Basses
- Custom77
- Crafter
- Dean
- Dingwall (en)
- DSC Guitars
- GNG Lutherie
- Duesenberg
- Duvoisin
- Eagletone
- Eden Lutherie
- Elrick
- Epiphone
- ESH
- ESP
- F Bass
- Fender
- Fernandes
- Fleabass
- Fodera
- Gibson
- G&L
- GMR Bass Guitars
- Godin
- Hamer
- Harley Benton
- Hofner
- Hohner
- Ibanez
- Jackson
- Jacobacci
- Jerzy Drozd
- Jim Harley
- JPbasses
- Ken Smith
- Kopo
- Kubicki
- L. Kah Basses
- Lado Guitars
- Lâg
- Lakland
- Landing
- Larrivee
- Leduc
- Lodestone Guitar Company
- Ltd
- Luthman
- Mako Guitars
- Manne
- Martin
- Mayones
- Modulus
- MTD (en)
- Music Man
- Nardelli
- Noguera
- Nordstrand
- OLP
- Parker
- Paul Lairat
- Paul Reed Smith
- Peavey
- Pedulla
- Pensa Guitars
- Rickenbacker
- RKS Guitars
- Roscoe
- RWG
- Sadowsky
- Samick
- Sandberg
- Santander
- Schecter
- Spector (en)
- Squier
- Stagg
- Stradi

- Status
- Stol
- Storm
- Steinberger
- Surine Basses
- Takamine
- Tanglewood
- Traben
- Tenson
- Tobias
- Tune
- Tung
- Vantage
- Vigier
- Yamaha
- Wal
- Warmoth Guitars
- Warrior
- Warwick
- Washburn
- Westone
- Whale
- Windmill
- Woodo
- Xavier Petit
- Xotic
- Zebaoth
- Zakrzewski Basses
- Zon - guitars